# 수초화
수초화(Mylineated)는 미엘린 수초가 뉴런의 축삭돌기에 감기어, 자극의 전달 속도를 더욱 빠르게 하는 현상이다.